# Blohm & Voss BV 155
Il Blohm & Voss BV 155 fu un caccia intercettore d'alta quota, monoposto monomotore e monoplano ad ala bassa, sviluppato dall'azienda tedesca Blohm & Voss GmbH negli anni quaranta e rimasto allo stadio di prototipo.
Progettato per contrastare le operazioni di bombardamento alleato, gli sviluppi avversi alla Germania durante la seconda guerra mondiale non ne permisero un rapido sviluppo ed il suo programma venne interrotto dal termine del conflitto.

## Varianti
BV 155 B

BV 155 C

## Utilizzatori
Germania
- Luftwaffe